# NGC 2575
NGC 2575 è una galassia a spirale situata nella costellazione del Cancro, a una distanza di circa 197 milioni di anni luce dalla nostra Via Lattea.

## Scoperta
La galassia è stata scoperta il 23 febbraio 1878 dall'astronomo francese Édouard Stephan.

## Descrizione
NGC 2575 ha una classe di luminosità III-IV e presenta una larga riga a 21 cm dell'idrogeno neutro.

## Supernova
Il 22 gennaio 2002, all'interno di NGC 2575 è stata scoperta la supernova SN 2002an dall'astronomo giapponese Yasuo Sano. La supernova è stata classificata di tipo II.